# بيشوب لامونت
بيشوب لامونت (بالإنجليزية: Bishop Lamont) هو رابر أمريكي، ولد في 31 أكتوبر 1978 في إنغليووود في الولايات المتحدة.

## وصلات خارجية
- الموقع الرسمي
- بيشوب لامونت على موقع ميوزك برينز (الإنجليزية)
- بيشوب لامونت على موقع أول ميوزيك (الإنجليزية)
- بيشوب لامونت على موقع ديسكوغز (الإنجليزية)